# Consolidated B-32 Dominator
Consolidated B-32 Dominator byl americký těžký bombardér z období druhé světové války. Do konce války bylo dodáno pouze 115 sériových strojů, z nichž pouze osm se ještě stihlo zúčastnit náletů ze základen na Filipínách a na Okinawě. Krátce po skončení války byl typ vyřazen a vyrobené letouny postupně sešrotovány.

## Vznik a vývoj

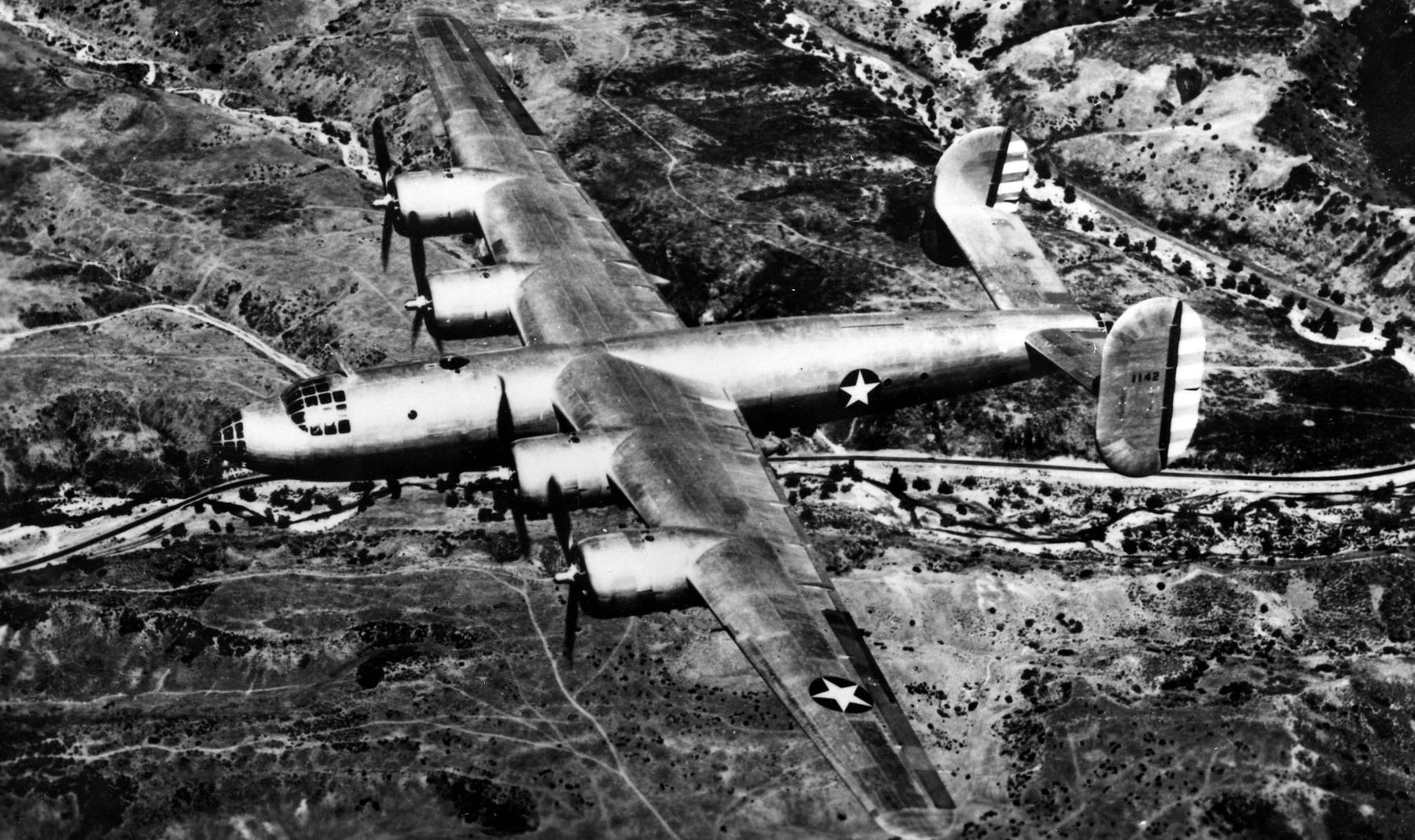
Jeden z prototypů XB-32 v letu

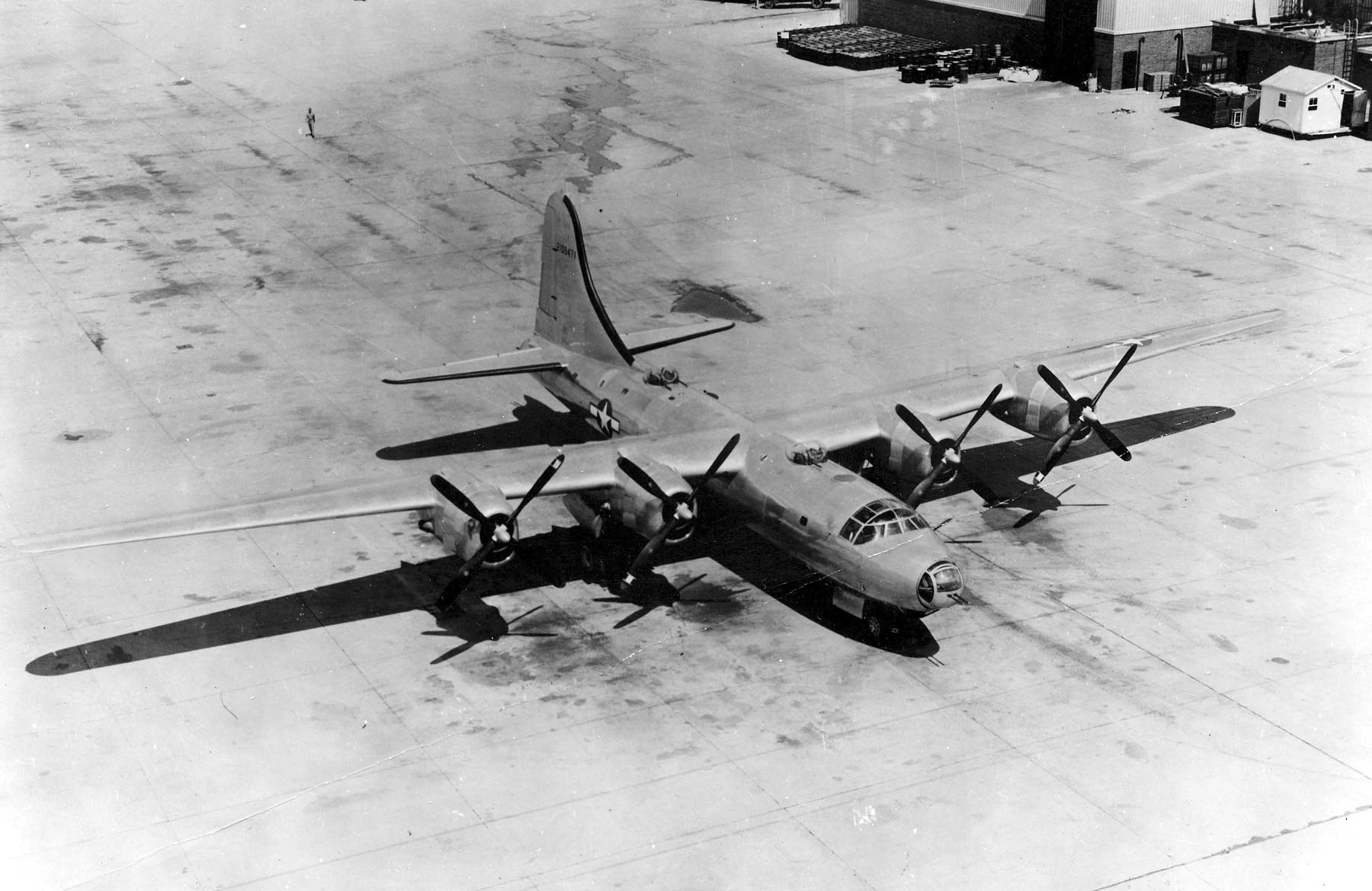
B-32 Dominator na zemi

Počátky tohoto stroje spadají již do roku 1940, kdy byl zadán vývoj strategických bombardérů s vysokou rychlostí a mimořádným doletem. Vedle projektu XB-32 firmy Consolidated byl přijat také projekt XB-29 firmy Boeing, ze kterého vznikl úspěšný B-29 Superfortress. Naopak projekty Douglas XB-31 a Lockheed XB-30 byly zamítnuty.
Stavba tří prototypů XB-32 byla u firmy Consolidated objednána dne 6. září 1940 a v červnu roku 1941 byla tato objednávka rozšířena o 13 předsériových kusů označených YB-32. Prototypy měly dvojité svislé ocasní plochy. Jejich příď a záď byly prosklené. První prototyp zcela postrádal střelecké věže. Složité rámování pilotní kabiny bylo u sériových kusů přepracováno a i kruhová okénka na bocích trupu byla později zaměněna za obdélníková. Jelikož se pro typ B-32 původně počítalo s lety ve velkých výškách, měla celá posádka pracovat v přetlakových kabinách. Už u třetího prototypu však byla přetlaková kabina odpojena.
První prototyp XB-32 poprvé vzlétl 7. září 1942 a vibrace ocasních ploch donutily pilota s letounem nouzově přistát. Problémy s prototypem vedly v únoru roku 1943 až ke zrušení objednávky předsériových kusů. První prototyp se navíc 10. května 1943 kvůli poruše klapek zřítil při startu. Druhý prototyp, na rozdíl od neozbrojeného prvního prototypu vyzbrojený trojicí střeleckých věží (dvě z nich byly dálkově ovládané), vzlétl 2. července 1943. Dálkově ovládané věže se však neosvědčily a bylo od nich nadále upuštěno.
Třetí prototyp, který poprvé vzlétl 9. listopadu 1943, měl původně také dvojité svislé ocasní plochy. U třetího prototypu došlo na základě požadavku armádního letectva k řadě konstrukčních změn, z nichž nejvýraznější byla nová svislá ocasní plocha. Nejprve byly nahrazeny jednou svislou ocasní plochou o výšce 5,03 m, která měla podobný tvar jako SOP u konkurenčního letounu Boeing B-29 a později byla nahrazena novou výrazně štíhlou SOP o výšce 5,94 m.
Nová zakázka na sériovou výrobu typu B-32 byla stanovena na 300 kusů a později byla zvýšena až na 1200 kusů. Sériová výroba probíhala v Texasu ve Fort Worth. Průtahy ve vývoji a výrobě však nakonec způsobily, že do ukončení výroby typu v říjnu 1945 bylo dokončeno pouhých 115 sériových kusů bombardovacích B-32 či cvičných TB-32 (50 kusů v době ukončení výroby rozpracovaných B-32 bylo sešrotováno).
Cvičná verze TB-32 se od bombardovací verze lišila absencí výzbroje (otvory pro věže byly zakapotovány), pumových závěsníků a omezeným elektronickým vybavením. Jeden kus byl upravený pro přepravu výsadkářů, ale sériová výroba této modifikace nebyla objednána. Uplatnění nenašly ani střelecké věže se zesílenou výzbrojí čtyř 12,7mm kulometů, verze letounu schopná nést pumu Tall Boy o hmotnosti 5448kg či průzkumná verze.

## Konstrukce

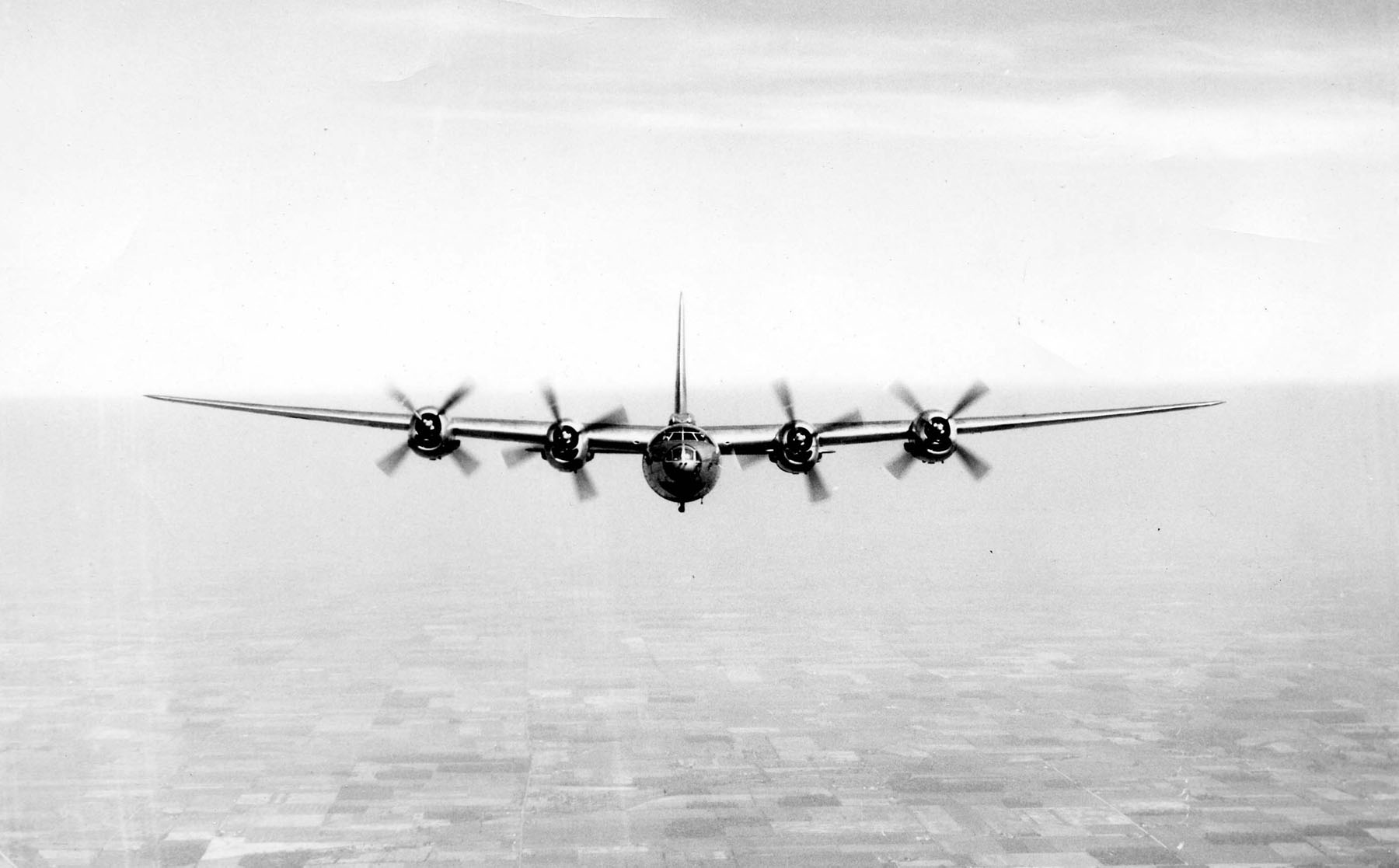
Čelní pohled na B-32 během letu

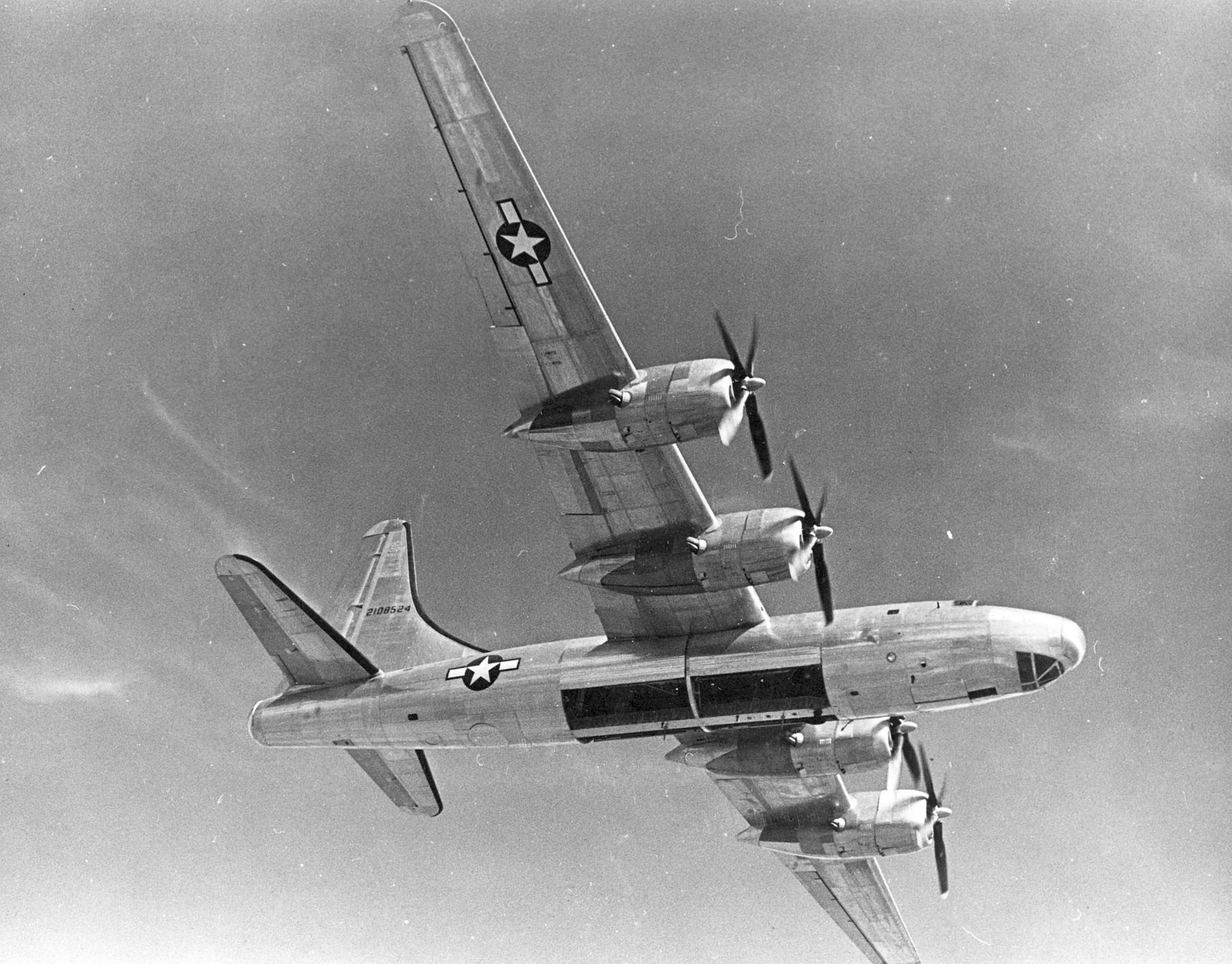
Cvičný TB-32 v letu. Dobře je vidět dělená pumovnice

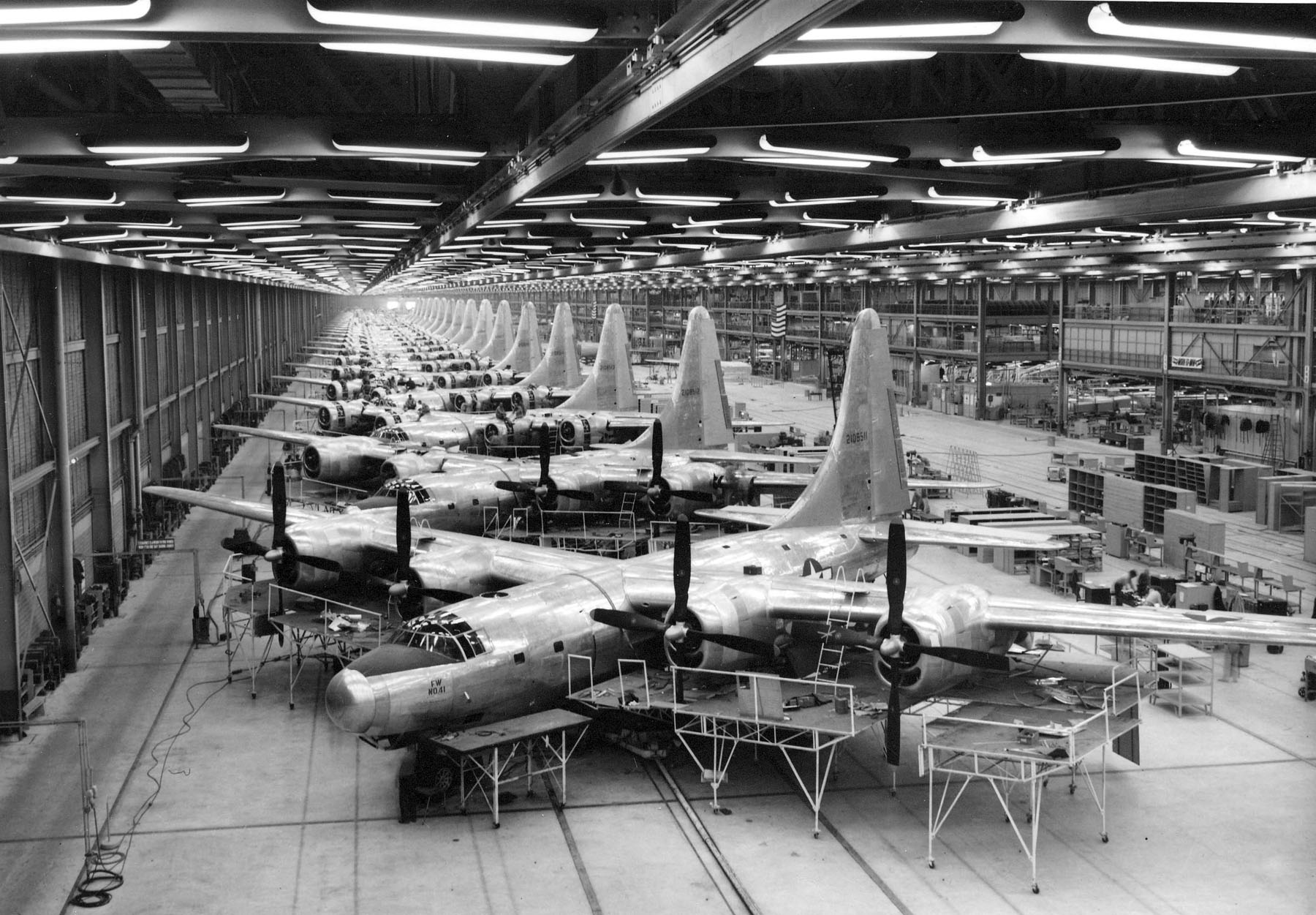
Výrobní linka s letouny TB-32

B-32 byl samonosný čtyřmotorový hornoplošník celokovové konstrukce, opatřený příďovým zatahovacím podvozkem. Trup stroje měl kruhový průřez. Křídlo letounu bylo celokovové samonosné, dvounosníkové, vybavené rozměrnými vztlakovými klapkami typu Fowler, rozdělené do čtyř sekcí. Křidélka měla kovovou kostru a plátěný potah, staticky i dynamicky vyvážená. V křídle (mezi trupem a vnitřními motory, a mezi vnitřními a vnějšími motory) bylo umístěno celkem 12 samosvorných palivových nádrží, propojených do čtyř skupin. Celková zásoba paliva ve vnitřních nádržích byla 5460 U.S. galonů (cca 20 668 litrů vysokooktanového leteckého benzínu). Dvojité svislé ocasní plochy nahradila rozměrná jednoduchá. Letoun poháněla čtveřice dvouhvězdicových vzduchem chlazených motorů Wright R-3350-23 Duplex Cyclone o výkonu 2200 hp (cca 1640 kW), které roztáčely čtyřlisté stavitelné vrtule Curtiss Electric o průměru 16 stop 8 palců, tedy cca 5,08 m (ve své době to byly největší vrtule použité u sériově vyráběných letounů). Podvozek byl příďový. Přední podvozková noha se zatahovala do trupu, hlavní podvozkové nohy se zatahovaly do vnitřních motorových gondol. Všechna podvozková kola byla zdvojená.
Letoun měl dvoudílnou pumovnici, která se dále dělila na dvě sekce. Každou z celkem čtyř sekcí zakrývala vrata, která se při otevření pumovnice rolovala směrem vzhůru, podobně jako u typu B-24 Liberator. Do každé ze čtyř sekcí bylo možné zavěsit pumu o hmotnosti 1816 kg, popřípadě různé kombinace menších (hmotnosti 227, 454 či 908 kg) pum do hmotnosti 9080 kg.
Obranná výzbroj letounu byla soustředěna do pěti manuálně ovládaných střeleckých věží – v každé byl dvojkulomet M2 Browning ráže 12,7 mm. V přídi a v zádi trupu letounu byla instalována hydraulicky poháněná střelecká věž typu Sperry A-17 (či A-17A). Na hřbetě trupu byly instalovány dvě elektricky poháněné střelecké věže typu Martin A-3D (či A-3F) a konečně pod trupem letounu se nacházela hydraulicky poháněná kulovitá výsuvná věž typu Briggs A-13 (či A-13A).
Bombometčík měl k dispozici pumový zaměřovač Norden M-9. Oba dva piloti měli k dispozici kompletní ovládací prvky. Letoun také byl vybaven autopilotem. Za pilotní kabinou byla stanoviště radisty a navigátora. Posádku doplňovali střelci, ovládající pětici střeleckých věží.

## Operační nasazení
Typ B-32 se dočkal jen omezeného nasazení na Pacifickém bojišti. Osm letounů se účastnilo náletů ze základen na Filipínách a Okinawě.
Počátkem roku 1945 nebylo ještě k dispozici dost letounů a vycvičených posádek pro bojové nasazení typu, velení armádního letectva však přesto chtělo letouny B-32 urychleně nasadit v Pacifiku. Byla proto sestavena alespoň malá jednotka pro experimentální nasazení typu. Posádky zkoušených letounů pocházely z různých zkušebních a výcvikových jednotek i od výrobce. V květnu 1945 byly tři B-32 vyslány na Filipíny (jednalo se o kusy 42-108528, 42-108529 přezdívaný Lady in fresh a 42-108532 s obrazem krásky a nápisem Hobo Queen II na boku trupu). Letouny byly přiděleny 386. Bombardment Squadron, která byla sama součástí 312. Bombardment Group (měla celkem čtyři squadrony). Velení letectva uvažovalo o vyzbrojení tří bombardovacích skupin letouny B-32, čemuž ale zabránil konec války.
První bojová akce letounů se odehrála 29. května 1945. V následujícím období letouny jednotlivě či společně útočily na japonské cíle na Filipínách, Formose a jednou napadly i letiště Sanchau na čínském území v prostoru Macaa. Od počátku srpna 1945 letouny operují z Okinawy a jsou zde posíleny dalšími pěti letouny. Dne 17. srpna letěly čtyři Dominatory na průzkum okolí Tokia, kde byly napadeny deseti japonskými stíhači. Bez vlastní ztráty dosáhli palubní střelci B-32 jednoho potvrzeného a dvou pravděpodobných sestřelů. Druhý den byly dva Dominatory při průzkumu okolí Tokia opět napadeny stíhači a jejich střelci dosáhli dvou potvrzených sestřelů a dvou pravděpodobných.
Poslední akcí letounů B-32 byl průzkum Tokia dne 28. srpna 1945. Při startu byl jeden Dominator zničen (posádka zahynula) a druhý musel po akci přistát na mořské hladině (většinu posádky zachránily americké torpédoborce, jedním z nich byl USS Aulick). Poté byly letouny staženy z operační služby a v říjnu 1945 přelétnuty zpět do USA. Ve stejné době byla ukončena výroba typu a všechny existující stroje byly postupně sešrotovány. Letectvo disponovalo dostatkem výkonných letounů B-29 Superfortress a do budoucna počítalo s modernějšími typy (probíhal vývoj typu B-36 Peacemaker).

## Specifikace (B-32)

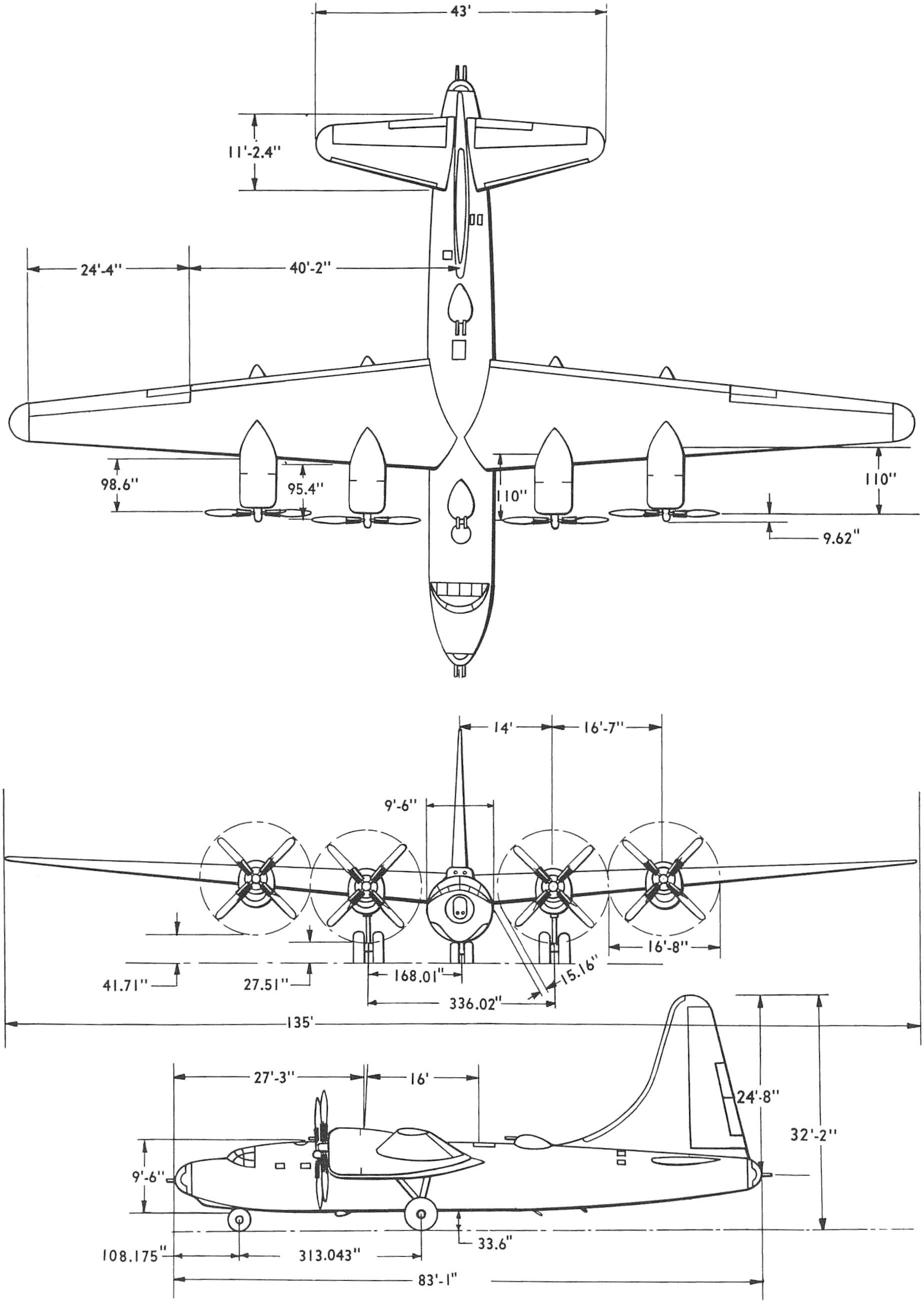
Třípohledový nákres B-32

Reference:

### Technické údaje
- Posádka: 10–13 mužů
- Rozpětí: 41,148 m
- Délka: 25,5 m
- Výška: 9,80 m[7]
- Nosná plocha: 132,11 m²
- Hmotnost prázdného letounu: 27 366 kg
- Vzletová hmotnost: 45 400 kg
- Max. vzletová hmotnost: 55 842 kg
- Pohonná jednotka: 4 × vzduchem chlazený dvouhvězdicový osmnáctiválec Wright R-3350-23A Duplex Cyclone
  - Výkon motoru: 2200 hp (1640 kW)

### Výkony
- Maximální rychlost:
  - 576 km/h ve výšce 9100 m
  - 483 km/h ve výšce 1500 m
- Cestovní rychlost: 460 km/h
- Dostup: 9800 m
- Dolet (s 5000 kg pum): 4800 km

### Výzbroj
- 10 × 12,7mm kulomet M2 Browning v pěti střeleckých věžích
- 9080 kg pum (kombinace například: 40 × 227 kg, 12 × 454 kg, 8 × 908 kg či 4 × 1816 kg)